# San Gallo-kapu
A San Gallo-kapu a Piazza della Libertán álló egykori városkapu, Firenzében. 1284-ben kezdték el építeni. A felirat később került rá, és arra az eseményre utal, amikor a 18. század elején IV. Frigyes dán király ezen a kapun át lépett be a városba, hogy újra láthassa szerelmét, az időközben apácává lett Teresa Maria Trentát. A kapu előtt ma egy nagy szökőkút áll.